# 茨木市立キリシタン遺物史料館
茨木市立 キリシタン遺物史料館（いばらきしりつ きりしたんいぶつしりょうかん）は大阪府茨木市千提寺にある史料館。市内で大正時代に発見された隠れキリシタンの遺物を紹介している。1987年開館。

## 概要
当史料館のある茨木市（旧清渓村）千提寺地区は、かつてキリシタン大名として有名な高槻城主・高山右近の領地であった影響で、当時キリスト教信者となった領民が多く、キリスト教禁制後も隠れキリシタンとなり、山奥のこの地で信仰を密かに守りつづけた人々がいた。

当館向かいの住宅から発見されたフランシスコ・ザビエル肖像。現在は神戸市立博物館蔵

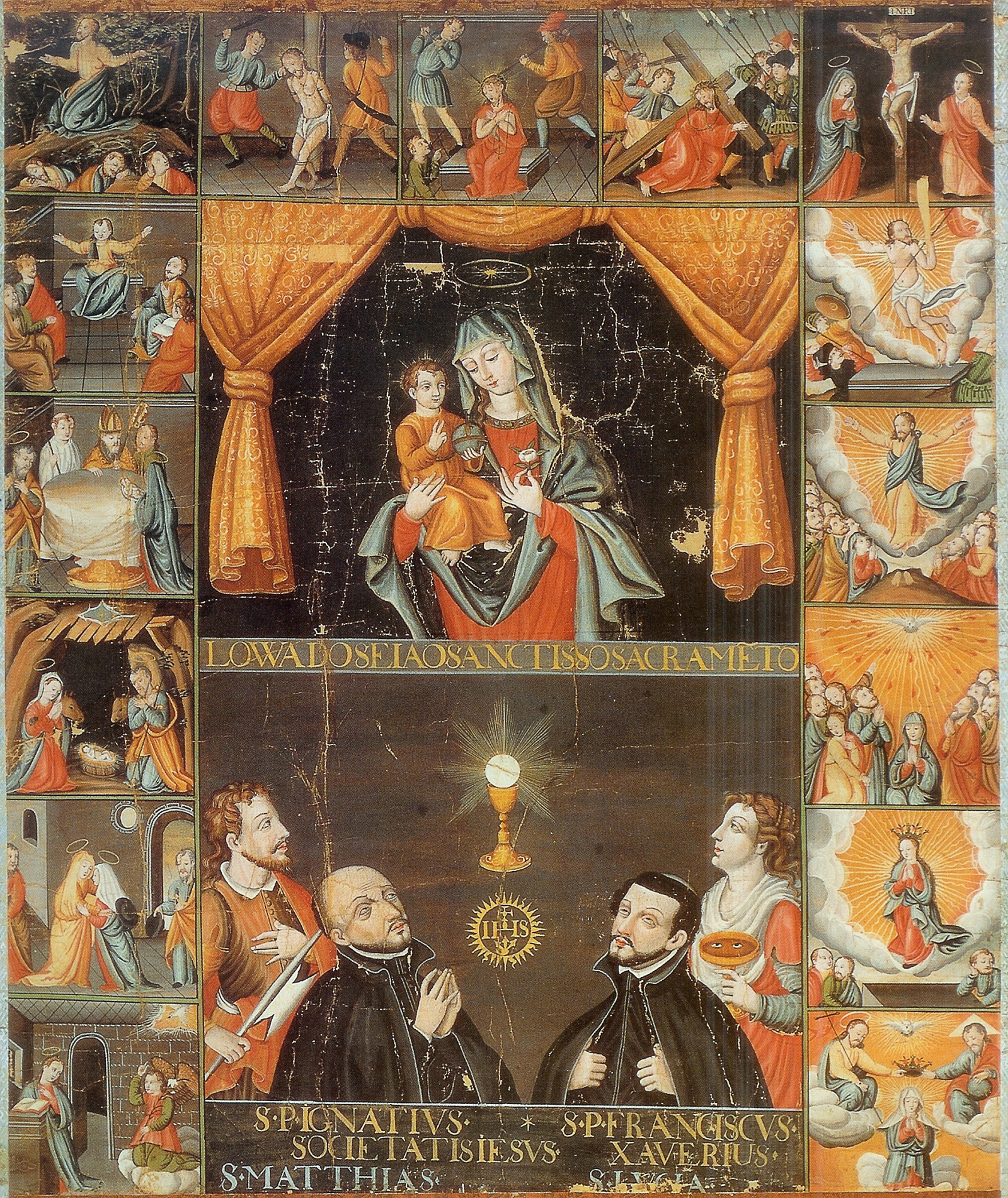
『聖マリア十五玄義・聖体秘跡図』（重要文化財、京都大学総合博物館所蔵）

1919年に教誓寺の住職で郷土史家の藤波大超が、この地が隠れキリシタンの里であることを突き止め、この地区の天満宮がある小高い丘「クルス山」でキリシタン墓碑（上野マリア墓碑）を発見した。翌1920年9月、墓碑の存在を教えた東家に伝わる『フランシスコ・ザビエル肖像』などキリシタンの遺物が藤波大超と橋川正（両者は親戚）により公表された。1922年にも両者は清渓村の中谷家と見山村の大神家からも象牙のキリスト像はじめ多数の遺物を発見した。1926年にはローマ教皇使節一行が千提寺を訪問した。1930年には見山村下音羽の原田家が母屋の屋根替えをした際に棟木にあった竹筒から『聖マリア十五玄義図』を発見した。
藤波が話を聞いた東家の老女によると、千提寺には約10戸のキリシタンの家があり、表向きは曹洞宗や法華宗に帰依していたが、密かに信仰を続け、書物や道具は焼毀したり埋蔵し、時には信者が集まってキリストやマリアの像を拝むこともあり、指に紙を巻いてマリアに供えた水を乳児の額につける洗礼の遺風や、春の受難の節には48日間二食をして毎日入浴し、苦行の縄で左肩を打つ風習もあったという。
当館はこれらの資料を広く公開することを目的に、地元千提寺地区から東家の向かいの土地の提供を受け、茨木市によって建設された施設である。1987年9月に開館した。なお、普段の管理は地区の人々のもちまわりによって行われており、当館に資料を提供している隠れキリシタンだった家の人も多いため、日によっては受付の管理人から興味深い話を聞くことも可能である。規模や展示品の数は決して大きくはないが、周囲には隠れキリシタン遺跡も点在しており、あわせて訪問すべき資料館である。
『フランシスコ・ザビエル肖像』は現在は神戸市立博物館蔵となっており、当史料館にはレプリカが展示されているが、開館時は原本が特別に神戸市から貸し出され展示された。『聖マリア十五玄義図』はかつては原本が展示されていたが、現在は年1回2週間程度の特別公開時のみ原本が展示され、普段はレプリカが展示されている。近年まで本来の設置場所にあったキリシタン墓碑は、設置場所が新名神高速道路の建設予定地になったため、現在は資料館内に移設されている。工事完成後は代替地に置かれる予定であるが、2021年11月現在も資料館内展示となっている。
2013年3月には千提寺西遺構から、17-18世紀のキリシタンを葬ったと思われる墓地群が発掘され、人骨も発見された。

## 利用情報
- 開館時間― 午前9時30分～午後5時 月曜日は12時で終了
- 休館日― 火曜日（国民の祝日の場合は開館）・国民の祝日の翌日（日曜の場合は開館）、年末年始
- 入館料― 無料

## 所在地
- 〒567-0098 大阪府茨木市千提寺262

## 交通アクセス
- 阪急京都本線茨木市駅・JR京都線 茨木駅 から阪急バス・忍頂寺方面行き、又は千提寺口行きで約40分、北大阪急行電鉄南北線千里中央駅から阪急バス・余野方面行きで約30分の千提寺口下車、徒歩15分。
- 新名神高速道路・茨木千提寺インターチェンジから車で5分。
- 館のすぐ下に無料駐車場がある。